# Bolnava prefăcută
Bolnava prefăcută (italiană/venețiană: La finta ammalata) este o piesă de teatru de Carlo Goldoni din 1750. Este o comedie în trei acte ale cărei personaje întruchipează anumite virtuți și vicii. La finta ammalata este și o operă de Domenico Cimarosa bazată pe piesa omonimă de teatru și compusă la mult timp după publicarea piesei. 

## Prezentare
Pantalone, un senior văduv, este unul dintre cei mai bogați oameni din oraș, dar în casa sa domnește disperarea și îngrijorarea, deoarece Rosaura, fiica sa iubită, stă mereu în pat și prezintă diferite simptome de boală. Încercările Beatricei, o prietenă de-a Rosaurei, de a o vindeca nu au niciun efect: fata pretinde a fi în imposibilitatea de a respira și refuză mâncarea.
Mai târziu, spectatorul va afla că fata, atunci când nimeni n-o observă, mănâncă cu poftă. Simptomele sale sunt rezultatul unei ficțiuni și, cel mult, tânăra suferă din dragoste. Prin urmare, Rosaura sfârșește prin a admite starea reală a lucrurilor și se confesează Beatricei dar și servitoarei Colombina. Cele două reacționează cu ușurare când află care este adevărul. Tânără realizează că e îndrăgostită de doctorul care vine s-o viziteze, de dr. Onesti. Mai mult de atât, din moment ce boala este singura modalitate prin care îl poate vedea pe bărbatul pe care-l iubește, fata nu are nicio intenție de a arăta semne de vindecare.

## Personaje
- Rosaura
- Pantalone, tatăl său
- Beatrice, o amică a Rosaurei
- Dottor A. degli Onesti
- Dottor O. Buonatesta
- Dottor Merlino Malfatti
- Tarquinio, chirurg
- Agapito,  spițer
- Tiburzio, servitorul său
- Colombina, servitoarea Rosaurei
- Fabrizio, servitor
- Lelio, pretendent la mâna Rosaurei